# Лесли, Джон, 1-й герцог Роутс
Джон Лесли, 1-й герцог Роутс, 7-й граф Роутс (англ. John Leslie, 1st Duke of Rothes; ок. 1630 — 27 июля 1681) — шотландский аристократ и политик.

## Происхождение
Родился около 1630 года. Единственный сын Джона Лесли, 6-го графа Роутса (1600—1641), и леди Энн Эрскин (? — 1640), дочери сэра Джона Эрскина, графа Мара, и Мари Стюарт.

## Биография
Джон Лесли родился в 1630 году. Его мать умерла, когда ему было десять лет, и после смерти отца в следующем году он унаследовал титулы 7-го графа Роутса и  7-го лорда Лесли (Пэрство Шотландии). Он был отдан под опеку Джона Линдси, 17-го графа Кроуфорда, с дочерью которого он был помолвлен. Из-за войн его образование было в значительной степени заброшено.
Он был взят в плен в битве при Вустере в 1651 году, его поместья были конфискованы парламентом, и 18 сентября он был заключен в Тауэр. В декабре 1652 года ему было разрешено, под строгим контролем, отправиться в Шотландию по делам на три месяца; аналогичное разрешение было предоставлено в 1653 и 1654 годах, а в 1654—1655 годах ему было разрешено остаться на шесть месяцев в Ньюкасле.
8 января 1656/1657 года он получил разрешение снова посетить Шотландию, возможно, благодаря влиянию Элизабет Мюррей, графини Дайсарт. Однако в январе 1658 года он был заключен в Эдинбургский замок Оливером Кромвелем. Это было сделано для того, чтобы предотвратить дуэль между Лесли и виконтом Морпетом, который ревновал к вниманию, которое Роутс оказывал его жене; он был освобожден в следующем декабре.
Джон Лесли был одним из первых дворян, ожидавших Карла II по прибытии из Бреды в 1660 году, и 20 декабря был назначен полковником одного из конных полков Файфа. Король Карл II сделал его лордом-казначеем Шотландии, лордом-хранителем Большой печати Шотландии, лордом-канцлером Шотландии пожизненно в 1667 году и президентом Тайного совета Шотландии. Он нес государственный меч на коронации Карла II.
В 1663 году, когда он сменил своего тестя на посту лорда-казначея, он был приведен к присяге тайного советника Англии и назначен капитаном отряда лейб-гвардии и генералом войск в Шотландии. Он также получил в 1663 году повторное предоставление графства Роутс вместе с титулом лорда Лесли и Баллинбрейха.
Его считали чрезмерно ревностным в преследовании ковенантеров и недостаточно внимательным к защите Лейта от нападения голландцев. 16 апреля 1667 года он был лишен всех своих должностей, но в октябре был назначен лордом-канцлером пожизненно. Благодаря вмешательству герцога Йоркского, 29 мая 1680 года ему были пожалованы титулы герцога Роутса, маркиза Баллеобрейха, графа Лесли, виконта Лагтона, лорда Ошмути и Каскибери.
Джон Лесли скончался в Холирудском дворце в Эдинбурге 27 июля 1681 года. Он был удостоен государственных похорон. Она растянулась на семнадцать миль (27 км) в длину. Стоимость целых полков церемониальной гвардии, солдат, знамен, труб, герольдов и карет фактически навсегда разрушила семейные финансы, и он оставил огромный долг своей дочери Маргарет Лесли.

## Семья
2 февраля 1647/1648 года лорд Роутс женился на Энн Кроуфорд-Линдси (1 сентября 1631 — 1 июля 1689), дочери Джона Линдси, 17-го графа Кроуфорда (1596—1678), и леди Маргарет Гамильтон. Он построил дворец Лесли (также известный как Дом Лесли), который почти полностью сгорел в пожаре на Рождество 1763 года.
У супругов было две дочери:
- Маргарет Лесли, 8-я графиня Роутс (? — 20 августа 1700), в 1674 году вышедшая замуж за Чарльза Гамильтона, 5-го графа Хаддингтона (1650—1685)
- Леди Кристиан Лесли (1661 — 21 апреля 1710), 1-й муж с 1681 года Джеймс Грэм, 3-й маркиз Монтроз; 2-й муж с 1687 года сэр Джон Брюс, 2-й баронет.

Поскольку у него не было потомков мужского пола, титул герцога Роутса прервался, а титул графа перешел только к его старшей дочери.